# دوروثي سيليست بولدينغ فيريبي
دوروثي سيليست بولدينغ فيريبي (10 أكتوبر 1898-14 سبتمبر 1980) طبيبة توليد أمريكية وناشطة في مجال الحقوق المدنية.
ولدت بولدينغ في عائلة من الطبقة المتوسطة في نورفولك في فيرجينيا، ونشأت في بوسطن، حيث التحقت بالمدرسة الثانوية الإنجليزية وكلية سيمونز قبل دراسة الطب في جامعة تافتس. منعتها العنصرية والفصل العنصري من مواصلة مسيرتها المهنية في مستشفيات بوسطن للبيض، وحصلت على وظيفة في مستشفى فريدمن في واشنطن العاصمة، حيث أصبحت طبيبة توليد وروجت لمنع الحمل والتربية الجنسية. تزوجت من الأستاذ في طب الأسنان كلود ثورستون فيريبي في عام 1930.
كانت فيريبي مديرة لمشروع الصحة في ميسيسيبي، والذي قدم الرعاية الصحية للمزارعين الفقراء في الولاية، بين عامي 1935-1942. شاركت بفاعلية في الحركات المطالبة بحقوق الأمريكيين السود والنساء. أصدرت بصفتها رئيسة للمجلس الوطني للنساء الزنجيات «برنامج النقاط التسع» لمناهضة العنصرية وكراهية النساء في الحياة العامة الأمريكية. شاركت في العديد من المنظمات التنموية الدولية، بما في ذلك اليونيسف والمجلس الدولي للمرأة ومنظمة الصحة العالمية.

## الخلفية والنشأة
ولدت دوروثي سيليست بولدينغ في 10 أكتوبر 1898 في نورفولك في فيرجينيا. مرضت والدتها فلورنس بولدينغ وهي صغيرة، فأرسلتها وشقيقتها روفين للعيش مع عمتها الكبرى في بوسطن في ماساتشوستس. نشأت دوروثي وروفين في حي بيكون هيل الذي تسكنه الطبقة المتوسطة، وضمت عائلة العمة ثمانية محامين، وهيمنت المناقشات حول القانون على الأسرة، لكن بولدينغ كتبت فيما بعد أنها رغبت دائمًا في أن تصبح طبيبة. لعبت دور الطبيبة في طفولتها مع الحيوانات المريضة والمصابة.

## التعليم
التحقت بولدينغ بالمدرسة في بوسطن من عام 1904 حتى عام 1908، عندما انتقلت إلى المدرسة الثانوية الإنجليزية، وتخرجت الأولى على صفها في عام 1915. التحقت بعد ذلك بكلية سيمونز في بوسطن، حيث أصبحت عضوة في فرع إبسيلون من جمعية كابا ألفا، وتخرجت عام 1920. التحقت في نفس العام بكلية الطب في جامعة تافتس، وتخرجت منها عام 1924، وكانت من بين الخمسة الأوائل على دفعتها. كانت في عام 1927 من بين تسع نساء اجتزن الفحص الطبي في مقاطعة كولومبيا.

## المسيرة الطبية
لم يُسمح لبولدينغ بالتدرب في مشافي البيض في بوسطن، رغم تحصيلها شهادة من جامعة تافتس وترتيبها العالي في صفها. انتقلت إلى واشنطن العاصمة، وبدأت فترة تدريبها في مستشفى فريدمن المملوك للسود والفئة العاملة فيه من السود. عملت في مستشفى فريدمن كطبيبة توليد، حيث بدأت في الترويج لمنع الحمل والتثقيف الجنسي للنساء، اللذان كانا موضوعان مثيران للجدل إلى حد كبير في ذلك الوقت.
أنهت تدريبها في عام 1925، وبدأت العمل في عيادتها الطبية الخاصة في الجزء الفقير من المدينة. سعت إلى تحسين الرعاية الصحية في الحي، فأقنعت أمناء بيت الصداقة، وهو مركز طبي خيري معزول عنصريًا، بفتح عيادة إضافية للأمريكيين من أصل أفريقي. سُميت هذه العيادة فيما بعد باسم منزل الحي الجنوبي الشرقي. أسست أيضًا جمعية الحي الجنوبي الشرقي، والتي تضمنت ملعب ورعاية نهارية لأطفال الأمهات العاملات. انضمت في نفس العام إلى هيئة التدريس في كلية الطب بجامعة هوارد حيث عُينت طبيبة للنساء. تزوجت في عام 1930 من كلود ثورستون فيريبي الذي كان أستاذًا في كلية طب الأسنان في جامعة هوارد. عُينت في عام 1949 مديرة طبية للخدمات الصحية في هوارد، وبقيت في هذا المنصب حتى تقاعدها في عام 1968.